# 鹿児島市立田上小学校
鹿児島市立田上小学校（かごしましりつ たがみしょうがっこう）は、鹿児島県鹿児島市田上五丁目にある公立小学校。1949年（昭和24年）より鹿児島大学教育学部の代用附属に指定されている。

## 沿革
- 1876年（明治9年） - 田上小学創設
- 1888年（明治21年） - 現在地に移転
- 1941年（昭和16年） - 田上国民学校に改称
- 1947年（昭和22年） - 鹿児島市立田上小学校に改称
- 1965年（昭和40年） - 校区の一部を鹿児島市立紫原小学校に分離
- 1970年（昭和45年） - 校区の一部を鹿児島市立西紫原小学校に分離
- 1973年（昭和48年） - 校区の一部を鹿児島市立広木小学校に分離
- 1976年（昭和51年） - 校区の一部を鹿児島市立武岡小学校に分離
- 1978年（昭和53年） - 校区の一部を鹿児島市立西陵小学校に分離

## 通学区域
- 唐湊1丁目35番地全域及び唐湊2丁目6、19番地全域
- 田上1丁目全域及び2 - 8丁目全域
- 田上町の一部
- 西別府町
- 小野町西之谷の全域